# Doppeltes Plusquamperfekt
Das doppelte Plusquamperfekt (auch Ultra-Plusquamperfekt oder Doppel-Präteritumperfekt) ist eine nicht standardsprachliche Vergangenheitsform der deutschen Sprache, die besonders in deutschen Dialekten und der deutschen Umgangssprache vorkommt. Analog zum doppelten Plusquamperfekt existiert auch das doppelte Perfekt.
Das doppelte Plusquamperfekt wurde bereits 1519 von Martin Luther verwendet, gilt aber nicht als standardsprachlich.

## Bildung und Gebrauch
Beim doppelten Plusquamperfekt steht das zur Perfektbildung notwendige Hilfsverb „haben“ oder „sein“ selbst im Präteritum. Das aussagende Verb und nochmals das Hilfsverb stehen dann beide stets im Partizip II und sind daher in jeder Person gleich.
- Mit Hilfsverb haben:
  - Ich schrieb ihm. (Präteritum)
  - Ich habe ihm geschrieben. (Perfekt)
  - Ich hatte ihm geschrieben. (Plusquamperfekt)
  - Ich habe ihm geschrieben gehabt. (doppeltes Perfekt)
  - Ich hatte ihm geschrieben gehabt. (doppeltes Plusquamperfekt im Indikativ)
  - Ich hätte ihm geschrieben gehabt. (doppeltes Plusquamperfekt im Konjunktiv)
- Mit Hilfsverb sein:
  - Ich ging. (Präteritum)
  - Ich bin gegangen. (Perfekt)
  - Ich war gegangen. (Plusquamperfekt)
  - Ich bin gegangen gewesen. (doppeltes Perfekt)
  - Ich war gegangen gewesen. (doppeltes Plusquamperfekt im Indikativ)
  - Ich wäre gegangen gewesen. (doppeltes Plusquamperfekt im Konjunktiv)

Während das doppelte Perfekt meist die Abgeschlossenheit eines Nachfolgezustandes im Zeitpunkt der Gegenwart bezeichnet, bezieht sich das doppelte Plusquamperfekt auf eine solche der Vergangenheit. Beide Zeiten stehen auch für das Hinzufügen eines verstärkenden, betonenden Aspekts.

„Mignon hatte sich versteckt gehabt, hatte ihn angefaßt und ihn in den Arm gebissen.“

Ebenso wie das konjunktivische doppelte Perfekt kommt das doppelte Plusquamperfekt im Konjunktiv in der indirekten Rede vor.